# Langelo (Overijssel)
Langelo (Nedersaksisch: Langel) is een buurtschap in de Twentse gemeente Haaksbergen in de Nederlandse provincie Overijssel.
De buurtschap ligt in het zuidwesten van de gemeente, ten zuidwesten van de bebouwde kom van Haaksbergen, ten westen van Honesch, ten zuiden van Brammelo en ten oosten van Rietmolen.
In het verleden vormde Langelo een marke in het gericht Haaksbergen.
In de buurtschap ligt sinds 1995 de golfbaan met de naam Haaksbergse Golfclub Het Langeloo.